# Eclipse solar del 31 de julio de 2000

Eclipse solar del 31 de julio de 2000

El 31 de julio de 2000 tuvo lugar un eclipse solar parcial solo visible en el Polo Norte. Fue el tercero de cuatro eclipses solares parciales de ese año. Tuvo lugar entre las 00:37:31 UTC y las 03:48:54 UTC alcanzando su magnitud máxima del 0,6030 a las 02:13:07 UTC. A inicios del mismo mes, el 1.º de julio, ocurrió otro eclipse solar parcial visible en partes de Chile, Argentina y el Pacífico Sur.